# Język haya
Język haya albo ziba – język z rodziny bantu, używany w Tanzanii i Ugandzie, w 1972 roku liczba mówiących wynosiła ok. 276 tysięcy. W 1991 roku liczbę użytkowników oszacowano już na 1,2 mln osób.